# Buses Gran Santiago
Buses Gran Santiago S.A. fue una empresa chilena de transporte público que operó 80 recorridos en etapa de régimen, la totalidad del Troncal 3 y las zonas alimentadoras B, G y H. Era una sociedad anónima cerrada constituida por capitales chilenos.

## Historia

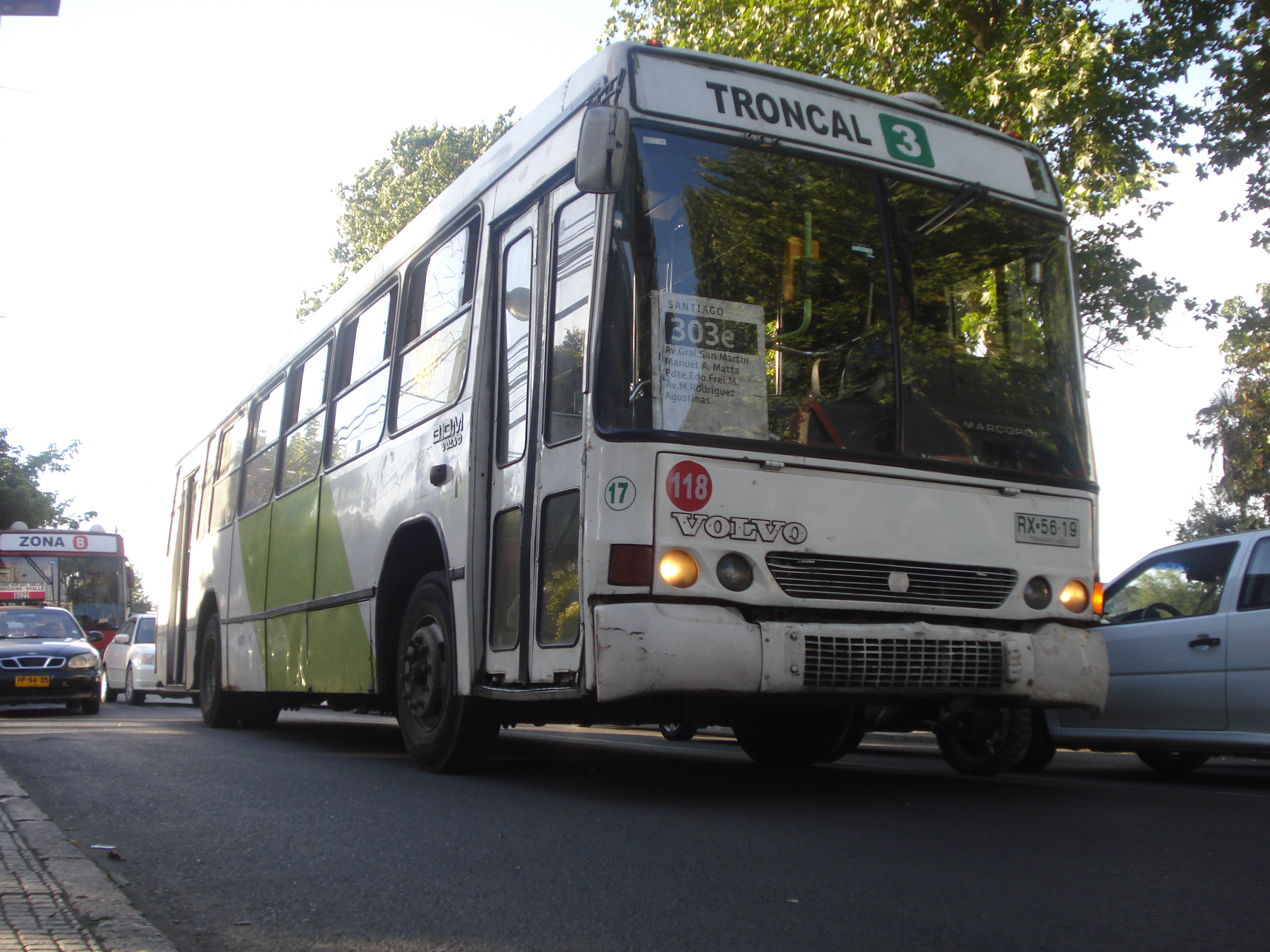
Bus reacondicionado en recorrido 303e, Quilicura - Metro Santa Ana operado por Buses Gran Santiago

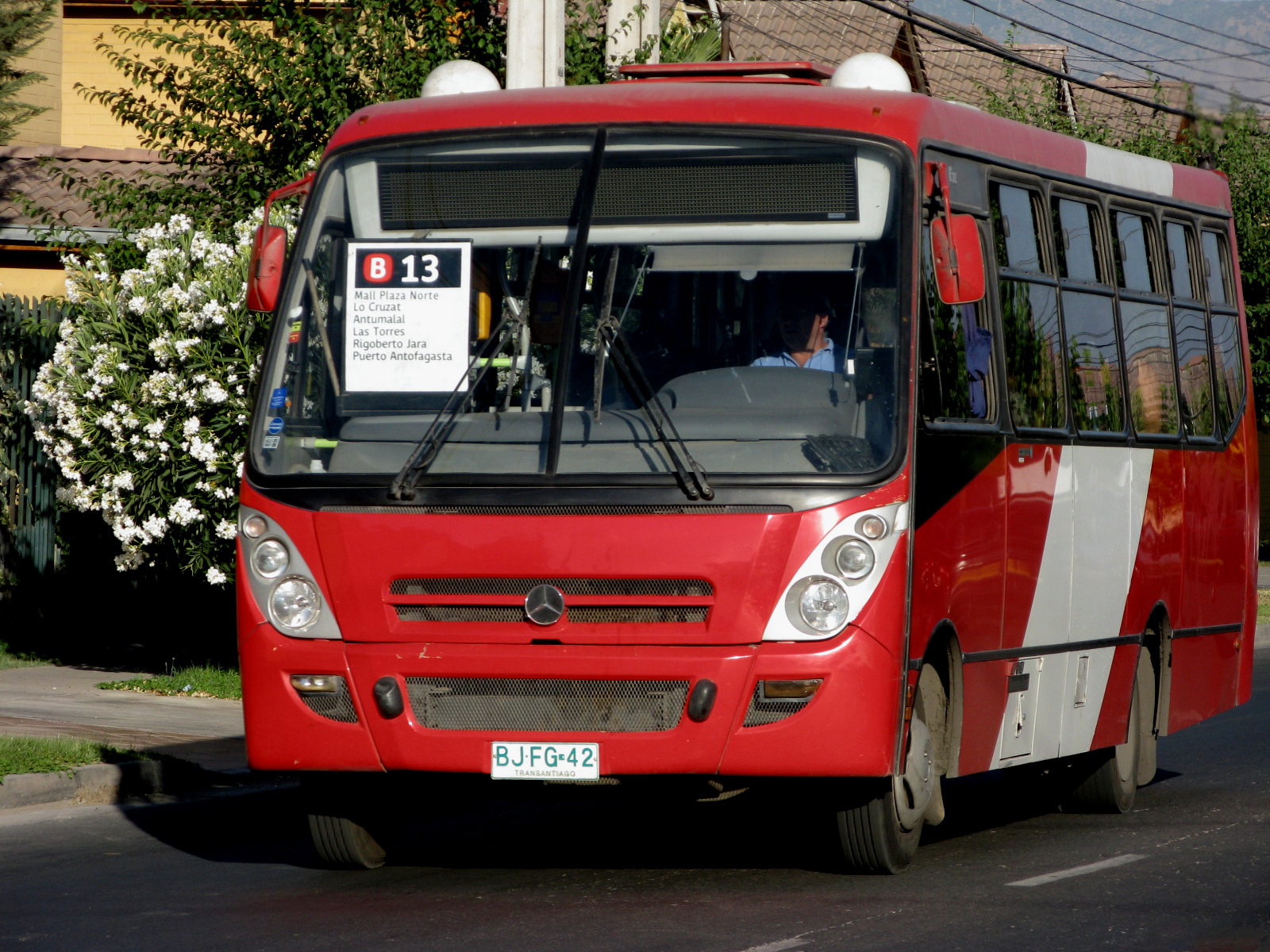
Recorrido B13 Lo Marcoleta - Vespucio Norte operado por Buses Gran Santiago

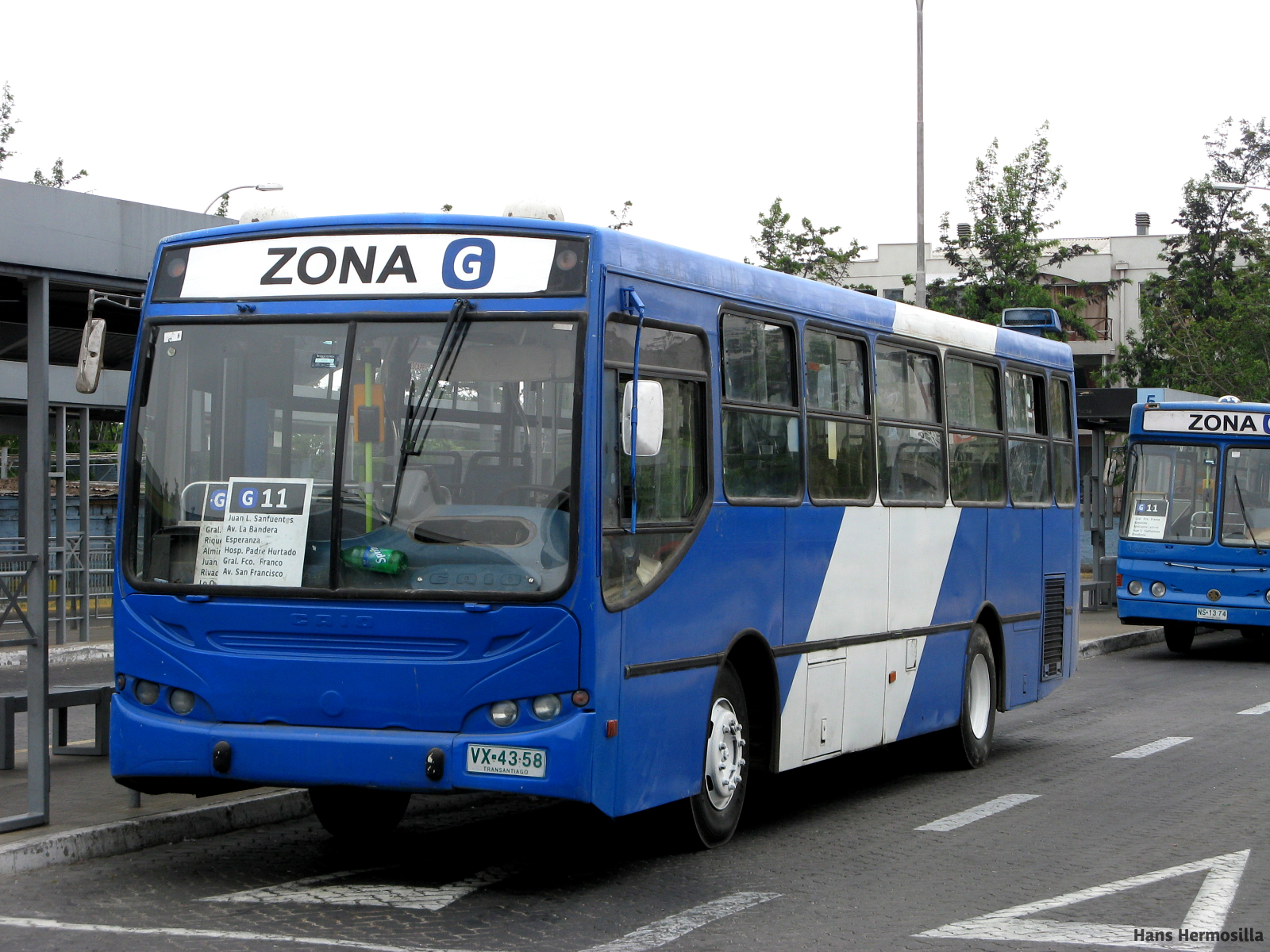
Servicio G11, EIM Lo Ovalle - Lo Blanco operado por Buses Gran Santiago

Fue fundada el 16 de abril de 2004 para la licitación del, entonces, nuevo sistema de transporte público, llamado Transantiago. En dicha oportunidad postuló al Troncal 3, Zona B y Zona G del mencionado sistema.
En 2005, logra adjudicarse la operación de las zonas a las que postuló en el año anterior. De esta manera comienza a adquirir una flota compuesta principalmente por buses provenientes del sistema de las Micros amarillas.
El 22 de octubre de 2005, comienza con la operación de diversos recorridos de las micros amarillas y Metrobus, que le fueron asignados según sus contratos. Estos se caracterizaban por utilizar los mismos buses de estos sistemas de transporte.
Desde el 10 de febrero de 2007, comienza con la operación de los servicios alimentadores B y G que le fueron asignados. Asimismo también empieza a operar los recorridos del Troncal 3. Llegó a operar 18 recorridos troncales, numerados del 301 al 316e y 52 servicios alimentadores, numerados del B01 al B28 y desde el G01 al G22. Fue una de las empresas de transporte más grandes del sistema Transantiago, en cuanto a servicios operados.
En abril de 2008, según un informe del Ministerio de Transportes, Gran Santiago, fue catalogada como la peor operadora del sistema Transantiago.
En 2009 producto de una re-licitación de la Zona G pierde sus servicios en dicha unidad quedando estos en manos de Las Araucarias, junto con lo cual todos sus buses nuevos fueron destinados hacia la Zona B.
Junto a esto la empresa enfrenta una segunda re-licitación, pero esta vez en el Troncal 3, en la cual también pierde sus servicios para ser traspasados a Buses Vule, quedando solo al mando de la Zona B.
En 2010, producto de la quiebra de Trans Araucarias se adjudica los recorridos de la Zona H, en donde utiliza sus buses de color rojo con franja blanca, compartía sus buses entre Zona B y Zona H. Al poco tiempo del hecho sufre millonarias pérdidas, cercanas a los $2458 millones, lo que la conduce a iniciar su proceso de quiebra en abril de 2011.

## Terminales
Buses Gran Santiago contaba con alrededor de 11 depósitos para su flota. Estos estaban ubicados en lugares estratégicos para la operación de sus servicios. Se podían encontrar en las comunas de San Bernardo, La Cisterna, Quilicura, Renca, Recoleta, Huehuraba y Peñalolén.
Con la incorporación de la Zona H tuvo terminales ubicados en la comuna de Lo Espejo para la operación de estos servicios.
Actualmente, muchos de sus recintos son ocupados por otras empresas del sistema.
Poseían la siguiente denominación:
- Colo Colo: Colo Colo 271, Quilicura
- Lo Echevers: Lo Echevers esquina Antillanca, Quilicura
- Aguirre Luco: J.J Aguirre Luco 1265, Huechuraba
- Santa Marta de Huechuraba: Santa Marta de Huechuraba 7277, Huechuraba
- Vicuña Mackenna: Vicuña Mackenna 1505, Renca
- Reina de Chile: Reina de Chile 0750, Recoleta
- Llanura: Llanura 6168, Peñalolén
- Gran Avenida: Camino Padre Hurtado 9683, La Cisterna
- Santa Teresa I : Santa Teresa 1350, San Bernardo
- Santa Teresa II : Santa Teresa 1290, San Bernardo
- Llanquihue: Lago Llanquihue 095, Lo Espejo

## Material rodante
Buses Gran Santiago en un principio operaba con una flota de buses reacondicionados. Estos vehículos provenían de las micros amarillas y Metrobus.
Su flota ascendía a los 1350 buses, repartidos en las tres diferentes áreas de operación de la empresa. En efecto, sus vehículos estaban pintados de blanco con franja verde para el Troncal 3, de rojo en Zona B y azul en el caso de Zona G, estos últimos con una franja blanca.
En 2008 adquiere 53 minibuses modelo Caio Foz, montados sobre chasis Mercedes-Benz LO-915, pintados de azul con franja blanca. Estos vehículos fueron destinados a la Zona B luego de la relicitación del alimentador G.
Sin embargo, por motivo de la relicitación del Troncal 3, adquirió entre julio y octubre de 2009 13 buses rígidos modelo Caio Mondego L en chasis Volvo B7RLE. Estos buses estaban pintados de blanco con franja verde. Tras la resolución de la relicitación, fueron pintados de color rojo para circular como buses alimentadores en la Zona B.
Hacia 2010, adquiere 192 buses modelo Caio Mondego H con chasis Mercedez-Benz O-500U para renovar sus buses más antiguos.
Luego de su quiebra la totalidad de sus vehículos fue rematada. En esta instancia Redbus Urbano adquirió la totalidad de los buses con chasis Volvo y 24 minibuses Caio Foz. En la misma línea Buses Vule se adjudicó 25 minibuses y 15 buses Caio Mondego H. Los restantes fueron adquiridos por Kaufmann.

## Recorridos
Buses Gran Santiago durante su existencia operó diferentes recorridos, los cuales pertenecieron a las Micros amarillas, Metrobus y posteriormente al Transantiago.
En las Micros amarillas y Metrobus operó una malla de servicios que le fueron asignados de acuerdo a su contrato de concesión, los que operó desde 2005 hasta 2007 en las distintas fases de esta primera etapa.
Dentro del sistema Transantiago tuvo a su cargo todos los servicios de buses correspondientes al Troncal 3, Zona B y Zona G, desde el 10 de febrero de 2007. Sin embargo, en el año 2010 adquiere la operación de la Zona H.

### Primera etapa Transantiago
El sábado 22 de octubre del 2005 comenzó sus operaciones Buses Gran Santiago al hacerse cargo de varios recorridos de las micros amarillas y el Metrobus. Durante esta etapa del sistema Transantiago, específicamente en las fases 1A, 1B y 1C, la empresa adquirió de forma paulatina los recorridos que le fueron asignados.
A continuación, se detalla la malla de recorridos que tuvo Buses Gran Santiago durante la primera etapa de implementación del Transantiago. El color indica la zona a la que estaban asociados:
| Recorrido | Inicio                         | Fin                     |
| --------- | ------------------------------ | ----------------------- |
| 100       | Puente Alto                    | Zapadores               |
| 103       | El Cortijo                     | Los Navíos              |
| 108       | Nuevo Amanecer                 | Conchalí                |
| 112       | El Cortijo                     | Los Quillayes           |
| 121       | Santa Olga                     | Hipódromo Chile         |
| 125       | Quilicura                      | La Pintana              |
| 128       | Puente Alto                    | Renca                   |
| 129       | Quillayes                      | Quilicura               |
| 135       | Quilicura                      | Los Quillayes           |
| 137       | Magdalena                      | Renca                   |
| 145       | El Sauce                       | El Barrero              |
| 147       | La Pintana                     | Recoleta                |
| 148       | El Salto                       | Los Paltos              |
| 150       | Puente Alto                    | Recoleta                |
| 161       | Pincoya                        | Recoleta                |
| 166       | Recoleta                       | Villa Chiloé            |
| 210       | Tobalaba                       | Maipú                   |
| 211       | Peñalolén                      | Maipú                   |
| 240       | Maipú                          | Plaza Ossandón          |
| 313       | Recoleta                       | Cerro Navia             |
| 316       | Huechuraba                     | Las Parcelas            |
| 317       | Gonel                          | Peñalolén               |
| 326       | Recoleta                       | Los Dominicos           |
| 329       | Pablo de Rokha                 | La Pirámide             |
| 330       | Pablo de Rokha                 | Vitacura                |
| 344       | Lo Sierra                      | Apoquindo               |
| 346       | Lo Espejo                      | Las Condes              |
| 347       | La Pintana                     | Cerro Navia             |
| 349       | Magdalena                      | El Montijo              |
| 351       | Gabriela                       | Alameda                 |
| 352       | Pudahuel                       | La Florida              |
| 353       | Pudahuel Sur                   | La Florida              |
| 371       | Pedro de Valdivia              | Blanqueado              |
| 374       | Pedro de Valdivia              | Blanqueado              |
| 377       | El Peñon                       | Cerro Navia             |
| 394       | El Sauce                       | Cerro San Cristóbal     |
| 397       | El Volcán                      | Mapocho                 |
| 401       | La Pintana                     | Cerro San Cristóbal     |
| 411       | Independencia                  | Peñalolén               |
| 426       | Puente Alto                    | Renca                   |
| 427       | Puente Alto                    | Recoleta                |
| 623       | Puente Alto                    | Renca                   |
| 627       | Nuevo Amanecer                 | Quilicura               |
| 637       | Puente Alto                    | Las Condes              |
| 641       | Gabriela                       | Manquehue               |
| 643       | Angelmó                        | Lo Hermida              |
| 649       | Puente Alto                    | Estadio Italiano        |
| 651       | Pablo de Rokha                 | Vespucio Norte          |
| 669       | El Bosque                      | La Pincoya              |
| 681       | Renca                          | Puente Alto             |
| 694       | Vizcachas                      | Vitacura                |
| 802       | San Bernardo                   | Plaza Oeste             |
| 814       | Población Dávila               | Mapocho                 |
| ES-5      | San Bernardo                   | Santiago Centro         |
| ES-6      | Pajaritos                      | Panamericana Norte      |
| ES-24     | Angelmó                        | Santiago Centro         |
| ES-28     | San Bernardo                   | Santiago Centro         |
| MB-40A    | Metro Puente Cal y Canto       | Renca                   |
| MB-40B    | Metro Puente Cal y Canto       | Miraflores              |
| MB-44A    | Metro Puente Cal y Canto       | Quilicura               |
| MB-44B    | Metro Puente Cal y Canto       | Lo Boza                 |
| MB-44C    | Quilicura                      | Huechuraba              |
| MB-50     | Metro Lo Ovalle                | El Tranque              |
| MB-51     | Metro Lo Ovalle                | Villa Chiloé            |
| MB-52     | Metro Lo Ovalle                | Lo Herrera              |
| MB-53     | Metro Lo Ovalle                | Tejas de Chena          |
| MB-54     | Metro Lo Ovalle                | Hospital Sótero del Río |
| MB-55     | Metro Lo Ovalle                | El Manzano              |
| MB-71     | Metro Bellavista de La Florida | Villa Chiloé            |

### Transantiago
Buses Gran Santiago operaba los servicios correspondientes al Troncal 3, Zona B y Zona G a partir del 10 de febrero de 2007.
Sin embargo, pierde la operación de los servicios G el 13 de febrero de 2009. Además pierde los recorridos 300 a contar del 26 de noviembre del mismo año.
No obstante, a contar del 23 de octubre de 2010 pasa a hacerse cargo de los servicios H. Estos servicios, al igual que los de Zona B, los mantuvo hasta el día de su quiebra.

#### Troncal 3
| Recorrido | Inicio          | Fin             |
| --------- | --------------- | --------------- |
| 301       | Independencia   | San Bernardo    |
| 301c      | La Cisterna     | San Bernardo    |
| 301c2     | La Cisterna     | Lo Blanco       |
| 301e      | Santiago        | San Bernardo    |
| 302       | Quinta Normal   | San Ramón       |
| 302e      | Los Héroes      | San Ramón       |
| 303       | Quilicura       | Plaza Italia    |
| 303e      | Quilicura       | Santa Ana       |
| 304       | Quilicura       | La Cisterna     |
| 304c      | Pudahuel        | La Cisterna     |
| 304e      | Quilicura       | La Cisterna     |
| 305       | Rigoberto Jara  | Peñalolén       |
| 305c      | Quilicura       | Escuela Militar |
| 305e      | Quilicura       | Escuela Militar |
| 306       | Santiago        | Lo Espejo       |
| 307       | Lo Marcoleta    | Plaza Italia    |
| 307e      | Lo Marcoleta    | Plaza Italia    |
| 308       | Lo Marcoleta    | Mapocho         |
| 309       | Quilicura       | Peñalolén       |
| 311       | Cal y Canto     | Lo Espejo       |
| 312e      | Quilicura       | Mapocho         |
| 313e      | Quilicura       | Quinta Normal   |
| 314       | Lo Marcoleta    | Plaza Italia    |
| 315e      | Lo Marcoleta    | Plaza Italia    |
| 316e      | Escuela Militar | Peñalolén       |

#### Zona B
| Recorrido | Inicio                 | Fin                   |
| --------- | ---------------------- | --------------------- |
| B01       | El Salto               | Huamachuco            |
| B02       | Camino Punta Mocha     | Mapocho               |
| B03       | Población Santa Emilia | Cerro Blanco          |
| B04       | El Cortijo             | Mapocho               |
| B04v      | El Cortijo             | Hospitales            |
| B05       | Barrio San Ignacio     | Ciudad Empresarial    |
| B06       | Zapadores              | Santa Laura           |
| B07       | Santa Luisa            | Parque Industrial     |
| B08       | Lo Marcoleta           | El Carmen             |
| B09       | Lo Boza                | Hospital Félix Bulnes |
| B10       | Los Libertadores       | Hospitales            |
| B11       | El Salto               | Lo Marcoleta          |
| B12       | Zapadores              | Lo Marcoleta          |
| B13       | Vespucio Norte         | Lo Marcoleta          |
| B14       | El Salto               | Mapocho               |
| B15       | Arzobispo Valdivieso   | Mapocho               |
| B16       | El Carmen              | Vespucio Norte        |
| B17       | Huamachuco             | Arzobispo Valdivieso  |
| B18       | Villa Pucará           | Vespucio Norte        |
| B19       | Huechuraba             | Camino Punta Mocha    |
| B20       | Miraflores             | Mapocho               |
| B21       | Hipódromo Chile        | Lo Marcoleta          |
| B22       | Los Turistas           | Dorsal                |
| B23       | Reina Maria            | Mapocho               |
| B24       | Huamachuco             | Mapocho               |
| B25       | Vespucio Norte         | Cerro Blanco          |
| B26       | El Cortijo             | Estación Central      |
| B27       | Vespucio Norte         | Mapocho               |
| B28       | Huamachuco             | Quinta Normal         |

#### Zona G
| Recorrido | Inicio                        | Fin                      |
| --------- | ----------------------------- | ------------------------ |
| G01       | Villa 4 de Septiembre         | Santa Rosa Paradero 21   |
| G02       | Plaza San Bernardo            | Puente Los Morros        |
| G03       | Población Portezuelo          | San Francisco            |
| G04       | La Cisterna                   | Santo Tomás              |
| G05       | Población El Castillo         | La Cisterna              |
| G06       | La Cisterna                   | Población El Castillo    |
| G07       | Plaza San Bernardo            | Lo Herrera               |
| G08       | Población La Selva            | La Cisterna              |
| G08v      | Rinconada de Nos              | La Cisterna              |
| G09       | Cementerio Parque Sacramental | Puerta Sur               |
| G10       | El Mariscal                   | Plaza San Bernardo       |
| G11       | Lo Blanco                     | Lo Ovalle                |
| G12       | Lo Ovalle                     | Cementerio Metropolitano |
| G13       | La Cisterna                   | El Castillo              |
| G14       | Lo Blanco                     | Población Valle Nevado   |
| G15       | La Cisterna                   | Santo Tomas              |
| G16       | La Cisterna                   | Lo Blanco                |
| G17       | La Cisterna                   | Población San Esteban    |
| G18       | Santa Rosa Paradero 30        | Lo Ovalle                |
| G19       | Lo Blanco                     | Santa Rosa               |
| G20       | Lo Ovalle                     | Cementerio Metropolitano |
| G21       | Calderon de la Barca          | Plaza de San Bernardo    |
| G22       | Villa España                  | La Cisterna              |

#### Zona H
| Recorrido | Inicio                 | Fin                   |
| --------- | ---------------------- | --------------------- |
| H01       | Av. Matta              | Mall Florida Center   |
| H02       | Carlos Valdovinos      | Lo Vial               |
| H03       | Lo Ovalle              | Mall Plaza Oeste      |
| H04       | Carlos Valdovinos      | Población La Victoria |
| H05       | Carlos Valdovinos      | Población Davila      |
| H05c      | Departamental          | Población Davila      |
| H06       | Población Las Turbinas | Av. Matta             |
| H07       | Lo Ovalle              | Ñuble                 |
| H08       | Población Las Turbinas | Lo Ovalle             |
| H09       | Población Davila       | Carlos Valdovinos     |
| H10       | Centro de Lo Espejo    | Mall Florida Center   |
| H11       | Lo Ovalle              | Mall Plaza Oeste      |
| H11c      | Lo Ovalle              | Santa Olga            |
| H12       | Lo Espejo              | Franklin              |
| H13       | Santa Olga             | Posta Central         |
| H14       | Pedrero                | Franklin              |
| H15       | Lo Espejo Poniente     | Estación Central      |
| H17       | San Alfonso            | Providencia           |
| H18       | Villa Alegre           | Lo Ovalle             |